# Cyclomia bellula
Cyclomia bellula là một loài bướm đêm trong họ Geometridae.